# Землі Савойського дому
Землі Савойського дому — термін, який використовується істориками для позначення сукупності всіх держав, керованих графами та герцогами Савойськими з часів Середньовіччя до утворення Королівства Італія. Наприкінці XVII століття його населення становило близько 1,4 мільйона людей.

## Історія
Багатовікова історія Савої охоплює період до утворення Савойського графства, його становлення та розвиток, згодом перетворення його в Савойське герцогство, період від Савої до Сардинського королівства перед об'єднанням Італії та після.
У середньовіччі до складу держави входили Савойське та Аостанське герцогства, П'ємонтське князівство та графство Ніцца, які формально входили до складу Священної Римської імперії. Проте савойці часто діяли проти імператора, неодноразово виступаючи за французів під час франко-габсбургських воєн. З 1708 до складу держави входило Монферраттське герцогство, потім Сицилійське королівство з 1713 по 1720 рік, Сардинське королівство з 1720 року і Генуезьке герцогство з 1815 року. Ці території утворювали складову державу під владою Савойського дому, поки в 1848 році не було прийнято єдиної конституції, Statuto Albertino. До 1861 року об'єднана держава придбала більшість інших держав на італійському півострові та утворила Італійське королівство, а її території на північ і захід від Альп (включаючи власне Савою) стали частиною Франції.
У Заключному акті Віденського конгресу 1815 об'єднання прозване «державами Його Величності короля Сардинії». Серед сучасників «Сардинське королівство» та «Сардинія» використовувалися як загальноприйняті короткі форми, хоча їх плутали з островом. «П'ємонт», «Савойя-П'ємонт» та «П'ємонт-Сардинія» також іноді використовуються, щоб підкреслити, що економічним та політичним центром савойської держави з пізнього середньовіччя був П'ємонт. Резиденція правителів перебувала у Турині. Кожна держава мала власні інститути і закони.

## Території

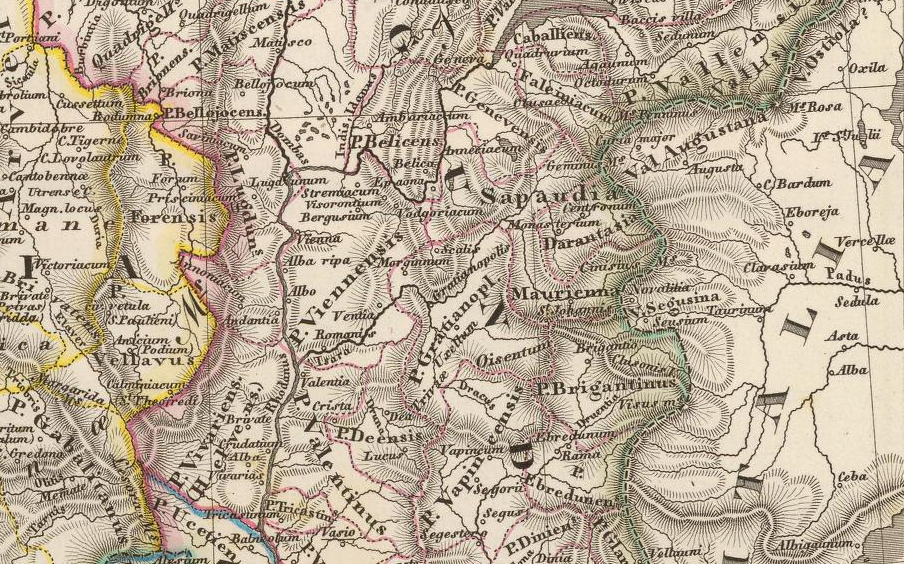
Савоя часів імперії Карлінгів
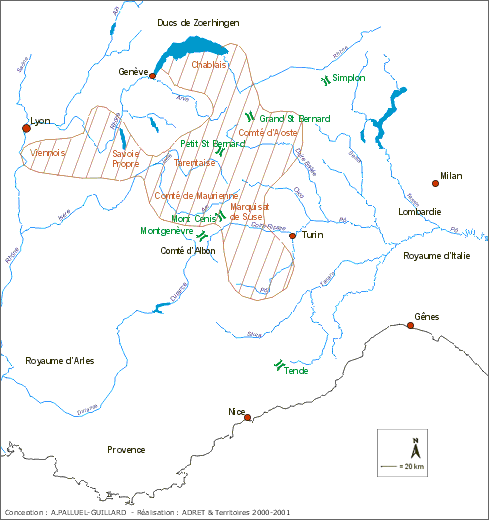
Савойське графство в XII ст
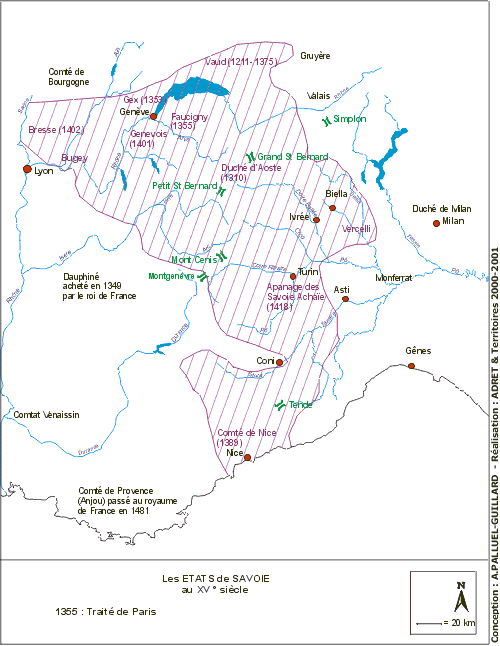
Савойське герцогство  в XV ст
Італійський півострів у 1843 році
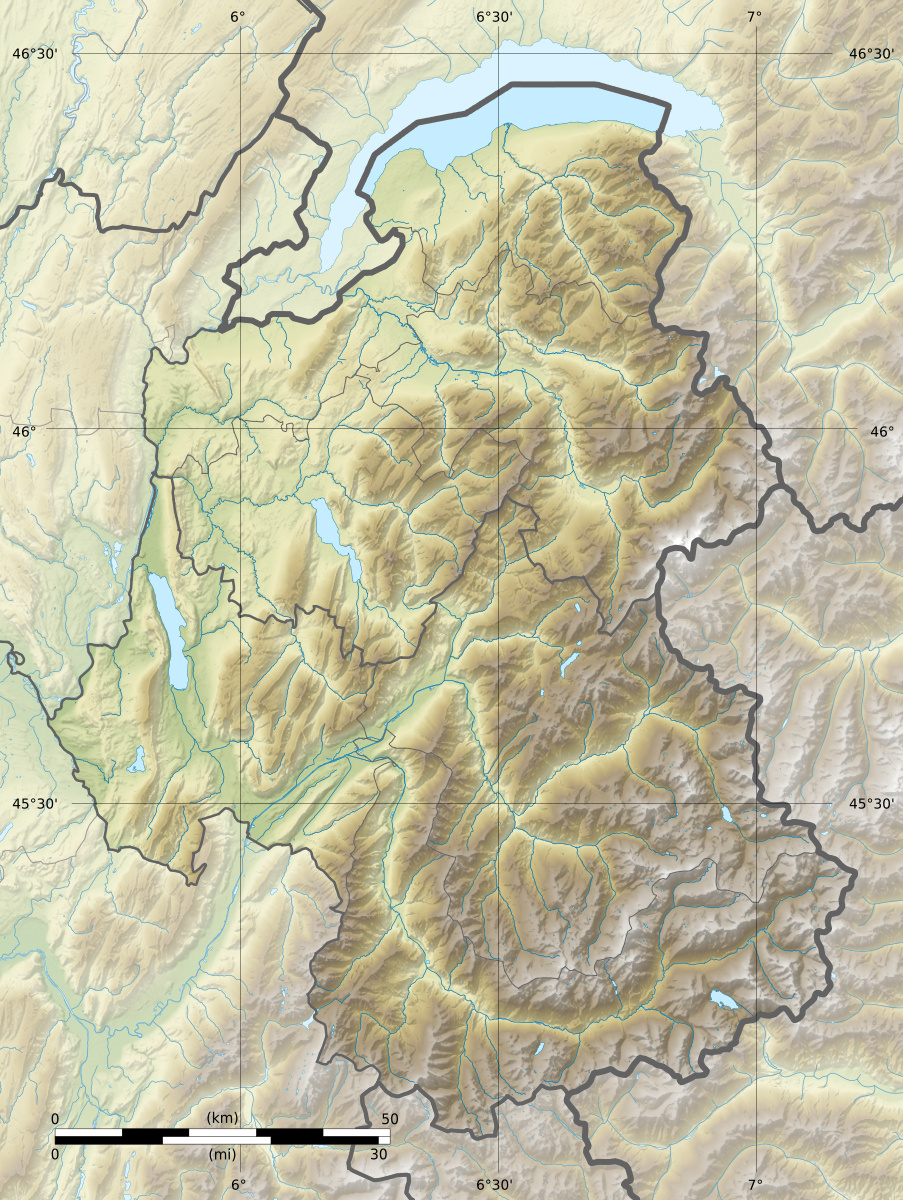
Французький Департамент Савоя сьогодні
Поточний адміністративний поділ П’ємонта в Італії

## Прапори

Перші графи використовували прапор Священної Римської імперії як доказ своєї вірності імператору
Прапор графства Савоя та герцогства Савоя (до 1783)
Прапор Сардинського королівства, який використовувався наприкінці XVIII століття (1783-1802)
Прапор Сардинського королівства (1832-1848), створений шляхом злиття прапора Савої, Сардинії та Генуї
Прапор Сардинського королівства (1848–1861)